# نورة غوردون
نورة غوردون (بالإنجليزية: Nora Gordon)‏ هي ممثلة بريطانية (وحملت سابقاً جنسية المملكة المتحدة لبريطانيا العظمى وأيرلندا)، ولدت في 29 نوفمبر 1893، وتوفيت في 11 مايو 1970 بلندن في المملكة المتحدة.

## وصلات خارجية
- نورة غوردون على موقع IMDb (الإنجليزية)
- نورة غوردون على موقع ألو سيني (الفرنسية)
- نورة غوردون على موقع أول موفي (الإنجليزية)
- نورة غوردون على موقع قاعدة بيانات الأفلام السويدية (السويدية)
- نورة غوردون على موقع قاعدة بيانات الفيلم (الإنجليزية)
- نورة غوردون على موقع كينوبويسك (الروسية)